# Hydrocotyle jacksonii
Hydrocotyle jacksonii är en växtart i släktet Hydrocotyle och familjen araliaväxter.
Arten beskrevs av Minosuke Hiroe 1979 och förekommer i Australien. Dess status som giltig art är oklar.